# Уильямс, Рэнди
Рэнди Уильямс (англ. Randy Lavelle Williams; род. 23 августа 1953, Фресно, Калифорния) — американский легкоатлет (прыжок в длину), чемпион и призёр летних Олимпийских игр, участник двух Олимпиад.

## Биография
Уильямс учился в средней школе Эдисона во Фресно (Калифорния), а после её окончания в Университете Южной Калифорнии.
На соревнованиях CIF California State Meet в 1969 году он стал третьим, а на следующий год он занял второе место после будущей звезды американского футбола Линна Свонна. В 1971 году он выиграл эти соревнования, с рекордным результатом, который, однако не был засчитан из-за сильного ветра.
На летних Олимпийских играх 1972 года в Мюнхене Уильямс выиграл золотую медаль с результатом 8,24 м, опередив представителя ФРГ Ханса Баумгартнера (8,18 м) и американца Арни Робинсона (8,03 м). Результат Уильямса на предварительной стадии (8,34 м) стал мировым рекордом среди юниоров, который продержался сорок лет, пока в 2012 году российский атлет Сергей Моргунов не улучшил его на 1 см.
Уильямс смог пробиться в олимпийскую сборную США 1980 года. Однако из-за бойкота летних Олимпийских игр 1980 года американская команда не поехала в Москву. В 2007 году он получил одну из 461 золотой медали Конгресса США, учреждённой специально для спортсменов, которые не смогли участвовать в московской Олимпиаде.
В 1972 году в ОАЭ была выпущена марка с изображением Рэнди Уильямса. В 2009 году Уильямс был введён в Зал славы лёгкой атлетики США.